# 盲目の時計職人
『盲目の時計職人』（もうもくのとけいしょくにん、The Blind Watchmaker）は、1986年に出版されたリチャード・ドーキンスの著作。自然選択による生物進化の解説と、反対論の論破を行う啓蒙書。
また、同じく遺伝子中心視点 (Gene-centered view of evolution) に関する著作『利己的な遺伝子』に対する批判への論駁も行っている。

## 概要
タイトルの『盲目の時計職人』は、18世紀のイギリスの神学者ウィリアム・ペイリーが『自然神学』において記した「時計職人のアナロジー」に帰している。ペイリーはダーウィンが『種の起源』を発表するより半世紀以上も前に、ある時計の存在が、その時計を作り出した職人が存在するという信念を肯定するのと同様に、生物もまた、その複雑性から生命の作り手（神）の存在を肯定すると提案した。これを受けドーキンスは、人間によるデザインと自然選択作用がもたらす設計能力とを対比させ、自然淘汰などの進化の作用は「盲目の時計職人」のようなものだと述べている。

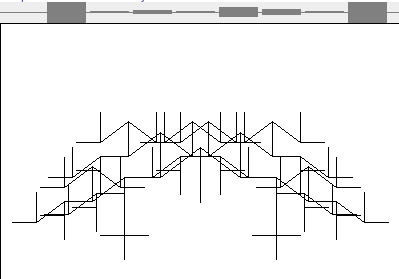
ランダムな進化と人間の選択による自然淘汰によって多様に変化する「バイオモルフ」の一例

自然選択が生物の複雑な適応性を生み出すことを説明するため、ドーキンスはまず、純粋に無作為な発展による複雑性と、蓄積選択（累積淘汰）と組み合わさった無作為がもたらす複雑性の差異を、イタチ・プログラム (Weasel program) の例を用いて明示する。

## 参考書籍
- リチャード・ドーキンス 著、中島康裕・遠藤彰・遠藤知二・疋田努 訳『盲目の時計職人』日高敏隆（監修）、早川書房、2004年（原著1986年）。ISBN 978-4152085573。
- ジョン・メイナード＝スミス (1986-11-20). “Evolution for those that have ears”. New Scientist (Reed Business Information) 112 (1535):  61. ISSN 0262-4079.